# (34455) 2000 SW87
2000 SW87 (asteroide 34455) é um asteroide da cintura principal. Possui uma excentricidade de 0.09030000 e uma inclinação de 7.24292º.
Este asteroide foi descoberto no dia 24 de setembro de 2000 por LINEAR em Socorro.